# Lope Alberdi Recalde
Lope Alberdi Recalde (* 1869 in Gernika; † 1948 in Barcelona) war ein baskischer Orgelbauer.

## Leben und Werk
Als Schüler von Aquilino Amezua wurde Lope Alberdi 1895 Leiter dessen Orgelbauwerkstätten am Passeig de Gràcia in Barcelona. 1896 gingen die Werkstätten in seinen Besitz über. Er führte die pneumatische und später die elektrische Mechanik der Orgel ein. Lope Alberdi baute um die zweihundert Instrumente, davon zwei auf den Philippinen und weitere in Südamerika. In Katalonien baute er die Orgel der Basilika von Montserrat, die Orgel der Kirche La Seu d’Urgell und die Orgel der Kirche Sant Esperit von Terrassa.